# Lastva Grbaljska
Lastva Grbaljska je naselje u Boki kotorskoj, u općini Kotor.	

## Samostani i crkve
- Pravoslavni samostan Podlastva[2]

## Stanovništvo

### Nacionalni sastav po popisu 2003.
- Srbi - 256
- Crnogorci - 145
- Hrvati - 1
- Neopredijeljeni - 18
- Ostali - 8